# Skala skażona
Skala skażona – skala, w której uwidocznione obiekty są odzwierciedlone w różnych skalach. 
Skalę skażoną spotyka się najczęściej w drogownictwie w rysowaniu przekrojów podłużnych dróg, ulic, placów, kanalizacji sanitarnej i deszczowej oraz urządzeń naziemnych i podziemnych (sieci gazowej, telekomunikacyjnej, ciepłowniczej). Skala jest łamana, co oznacza, że skala wysokości jest inna od skali długości. Skalę skażoną podaje się w metrach.
Aby ułatwić korzystanie z rysunku, przekrój podłużny wykonuje się zwykle w skali skażonej, w której skala wysokości jest dziesięciokrotnie większa od skali długości, np. 1 : 100/1000 lub 1 : 200/2000.